# آیرینا رایمس
آیرینا رایمس (انگلیسی: Irina Rimes؛ زادهٔ ۱۶ اکتبر ۱۹۹۱) یک موسیقی‌دان است. آیرینا با نام‌های هنری دیگری هم شناخته شده و مشهور است از جمله، آیرینا رمش یا آیرا، وی یک خواننده متولد مولداوی است که با ترانه رویاها (Visele) معروف گردید، این ترانه زمانی اجرا و پخش گردید که آیرینا در بخارست رومانی سکونت داشت.

## تک ترانه‌ها
- هایناتا (۲۰۱۶)
- رویاها (۲۰۱۶)
- دوستت دارم - به همراه. دی‌جی ساوا (۲۰۱۶)
- حرکت عشق ما (۲۰۱۶)
- دا ک تو (۲۰۱۶)
- چه بر ما اتفاق افتاده است (۲۰۱۷)